# مون هی-کیونگ
مون هیو-کیونگ (انگلیسی: Moon Hee-kyung؛ زادهٔ ۲۲ دسامبر ۱۹۶۵) خواننده، و بازیگر سینما اهل کره جنوبی است.